# Pensamiento anti-LGBT

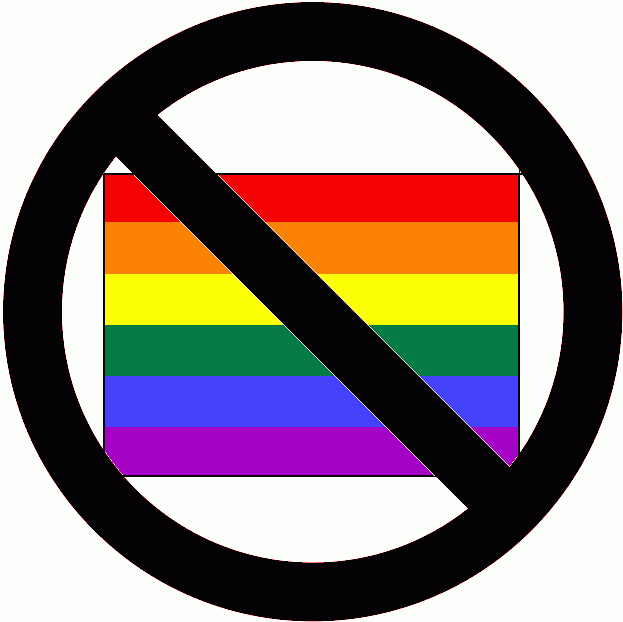
Bandera LGBT con una cruz, mostrando rechazo al colectivo LGBT

El pensamiento anti-LGBT (también llamado retórica anti-LGBT, crítica anti-LGBT o, simplemente, anti-LGBT) son un conjunto de ideas, temas y eslóganes que se han utilizado contra el movimiento social LGBT. En algunos casos son posiciones moderadas que buscan la limitación o el bloqueo sobre políticas basadas en iniciativas sociales impulsadas por el movimiento, como la ideología de género, y en algunos otros casos, posiciones radicales que expresan fuerte oposición o discursos de odio por motivos religiosos, ideológicos o morales, argumentados con posturas meramente subjetivas, o en otros casos, pseudocientificas. En algunos lugares esta corriente radical de pensamiento se la considera como un severo discurso de odio, siendo ilegal en países como los Países Bajos, Noruega, y Suecia.

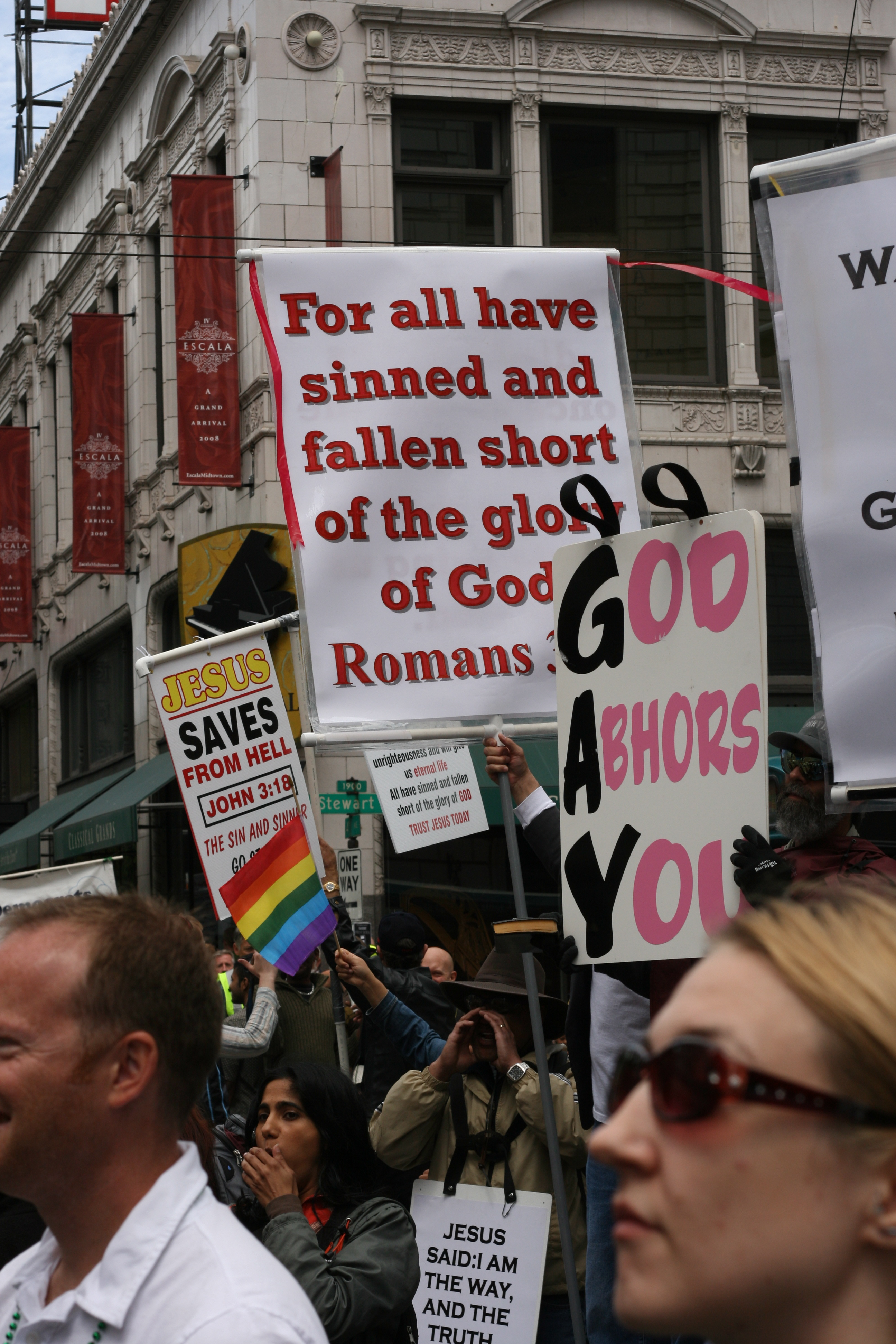
Manifestación anti-LGBT en Seattle, Washington, Estados Unidos donde se puede percatar el mensaje G.A.Y. (God Abhors You) la cual su traducción sería Dios te aborrece.

## Posiciones moderadas
Una gran parte de los pensadores anti LGTB de carácter moderado reconocen que los miembros de su comunidad deben tener los mismos derechos que todos los ciudadanos heterosexuales, pero sin derechos especiales. Robert Carlile postuló que aquellas leyes que ofrecen protecciones especiales al colectivo LGBT crean un gran problema a futuro, pues los heterosexuales, hombres y mujeres, no poseen esa protección especial, de manera que los miembros del colectivo LGBT pasarían a ser ciudadanos a los que la justicia, que debería ser igual para todos, trataría preferencialmente, teniendo todos los derechos de los demás ciudadanos, además de la protección específica de las leyes LGBT, que no protegen a los heterosexuales. 
Otros grupos moderados alegan que los colectivos LGBT están sobrerrepresentados en los medios, pues cuando se cometen crímenes contra ellos, la gran mayoría de medios de comunicación los cubren, a diferencia de cuando se cometen crímenes contra heterosexuales, los cuales suelen pasar desapercibidos. En otros casos esta minimización de todos los otros crímenes para dar más visibilidad al grupo LGTB ha sido interpretado como un tipo de heterofobia, en la cual los crímenes contra heterosexuales son normalizados y de importancia mediática inferior, y los crímenes contra los LGTB tienen una cobertura especial.

## Características

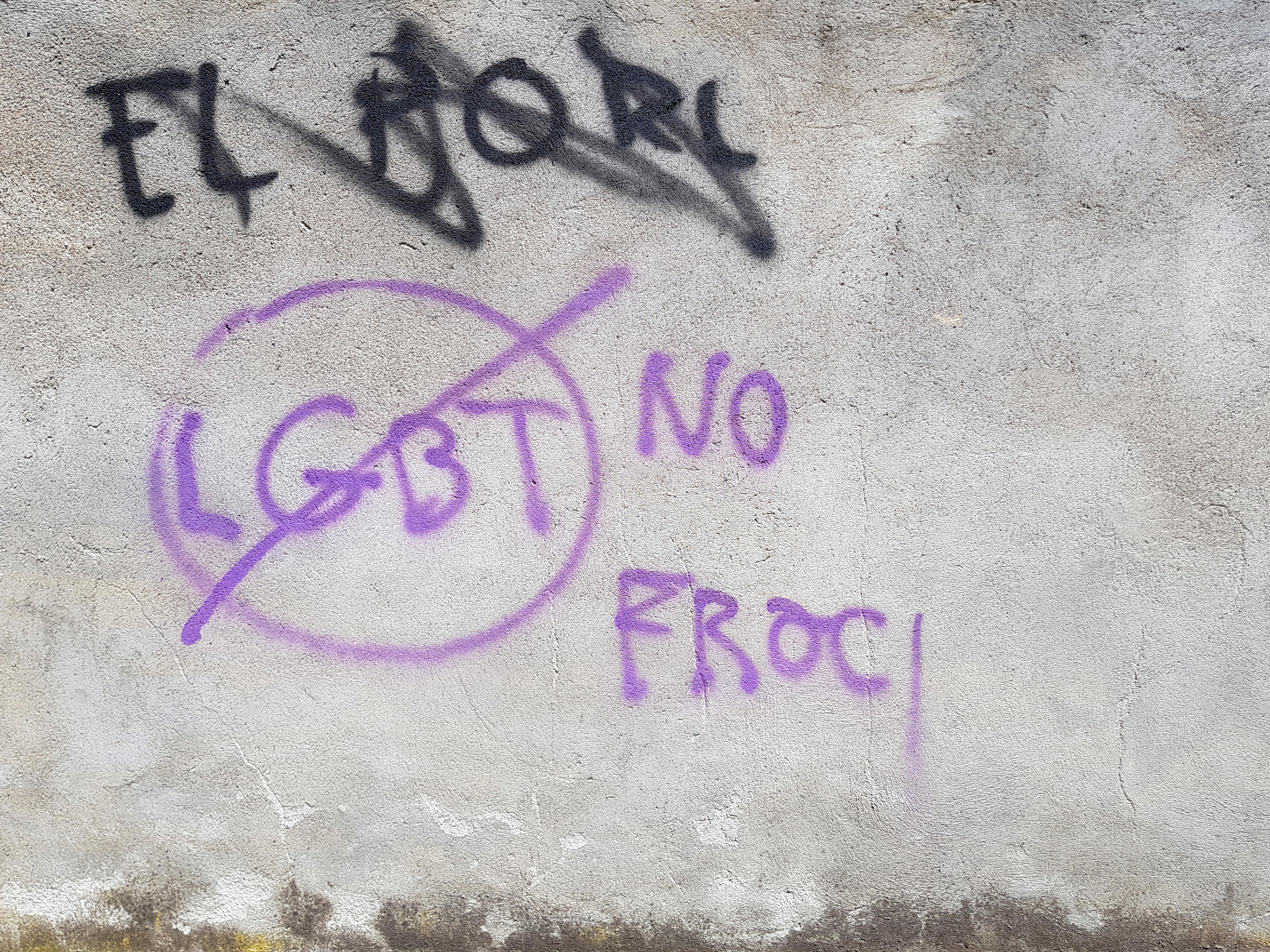
Rayado callejero Anti-LGBT

Los activistas anti-LGBT afirman que la homosexualidad y demás orientaciones sexuales van en contra de los valores familiares tradicionales, por el cual solo un hombre y una mujer pueden procrear naturalmente entre ellos y darle continuidad natural a la humanidad, o que la homosexualidad es una especie de "caballo de Troya", que "destruye familias".

### Causantes de desastres
El argumento se refiere a la idea de que los homosexuales causan desastres naturales, esta idea ha existido durante más de mil años, incluso antes de que Justiniano culpara de los terremotos al "comportamiento homosexual desenfrenado" en el siglo VI. Este tropo era común en la literatura cristiana moderna temprana; Se culpó a los homosexuales de terremotos, inundaciones, hambrunas, plagas, invasiones de sarracenos y ratones de campo. Este discurso fue revivido por Anita Bryant en 1976 cuando culpó a los homosexuales por las sequías en California. En los Estados Unidos, los grupos religiosos de derecha e izquierda, incluida la Iglesia Bautista de Westboro, continúan afirmando que los homosexuales son responsables de los desastres. Se ha culpado a los homosexuales de los huracanes, incluidos Isaac, Katrina y Sandy. En 2020, varias figuras religiosas, incluido el rabino israelí Meir Mazuz, han argumentado que la pandemia de COVID-19 es una retribución divina por la actividad del mismo sexo o los desfiles del orgullo de la época actual.
Después de los ataques del 11 de septiembre de 2001, el televangelista Jerry Falwell culpó a "los paganos, los abortistas, las feministas, los gays y las lesbianas que estar tratando activamente de hacer de ese un estilo de vida alternativo provocó la agresión de los fundamentalistas islámicos  provocando que Dios retire su protección para Estados Unidos. En la transmisión del programa de televisión cristiano The 700 Club, Falwell dijo: "Usted ayudó a que esto sucediera". Más tarde se disculpó y dijo: "Nunca culparía a ningún ser humano excepto a los terroristas".
En 2012, el político chileno Ignacio Urrutia afirmó que permitir a los homosexuales servir en el ejército chileno causaría que Perú y Bolivia pudieran invadir y destruir su país.

#### VIH
Otra consecuencia del discurso contra la homosexualidad es que esta causa desastres, y sostiene que el VIH/sida es un castigo divino para la homosexualidad. Durante los primeros años de la epidemia del sida en la década de 1980, los principales periódicos la etiquetaron como una "plaga de homosexuales". Durante algunos años, el nombre técnico engañoso de la enfermedad fue inmunodeficiencia relacionada con los homosexuales, todo ello ligado al alto número de casos en ese colectivo.
El lema "El SIDA mata a los maricones muertos" apareció durante los primeros años del sida en los Estados Unidos, cuando la enfermedad se diagnosticaba principalmente entre hombres homosexuales y era casi invariablemente fatal. El eslogan se hizo popular rápidamente como una perogrullada pegadiza, un cántico o simplemente algo escrito como grafiti. Se ha informado de que la consigna apareció por primera vez en público en la década de 1990, cuando Sebastian Bach, el ex cantante de heavy metal de la banda Skid Row, lo puso en una camiseta arrojada a él por un miembro del público. El lema "El SIDA cura a los maricones" es utilizado por la Iglesia Bautista de Westboro.

### Agenda homosexual
El término despectivo "agenda homosexual" se aplica a los esfuerzos para cambiar las políticas y leyes gubernamentales sobre temas de lesbianas, gais, bisexuales y transgénero (LGBT). Por ejemplo, el matrimonio entre personas del mismo sexo y las uniones civiles, la adopción de LGBT, el reconocimiento de la orientación sexual como un clasificación de minorías de derechos civiles protegidos, participación militar LGBT, inclusión de la historia y los temas LGBT en la educación pública, introducción de legislación contra el acoso para proteger a los menores LGBT, así como campañas no gubernamentales y acciones individuales que aumentan la visibilidad y la aceptación cultural de las personas LGBT, relaciones e identidades. El término también ha sido utilizado por algunos conservadores sociales para describir los supuestos objetivos de los activistas por los derechos LGBT, como el supuesto reclutamiento de heterosexuales en un "estilo de vida homosexual".
En los Estados Unidos, la frase "la agenda gay" fue popularizada por una serie de videos producida por el grupo religioso evangélico, Springs of Life Ministries en California, y distribuida por muchas organizaciones de la derecha cristiana, cuyo primer video se llamó The Gay Agenda y fue lanzado en 1992. En el mismo año, la Oregon Citizens Alliance (una organización activista política cristiana conservadora) usó este video como parte de su campaña para la Iniciativa de Ley 9 para enmendar la Constitución de Oregón para prevenir lo que el OCA acuso de derechos especiales para gais, lesbianas y bisexuales.
Paul Cameron, cofundador del Instituto para la Investigación Científica de la Sexualidad en Lincoln, más tarde rebautizado como Instituto de Investigación Familiar, apareció en el video, en el que afirmó que el 75 por ciento de los hombres homosexuales ingieren heces con regularidad y que entre el 70 y el 78 por ciento han tenido una enfermedad de transmisión sexual. La Agenda Gay fue seguida por otras tres publicaciones en video; The Gay Agenda in Public Education (1993), The Gay Agenda: March on Washington (1993) y un artículo complementario Stonewall: 25 Years of Deception (1994). Los videos contenían entrevistas con opositores a los derechos LGBT, y la serie se puso a disposición a través de organizaciones de derechos cristianos.
En 2003, la miembro de Corte Suprema de Estados Unidos Antonin Scalia escribió en su voto particular en el caso histórico Lawrence v. Texas, que la opinión de hoy es producto de una Corte, producto de una cultura de abogacía, que se ha adherido en gran medida a la llamada agenda homosexual, con lo que me refiero a la agenda impulsada por algunos activistas homosexuales dirigida a eliminar el oprobio moral. que tradicionalmente se ha vinculado a la conducta homosexual.
En 2019, dos prominentes cardenales católicos, Raymond Leo Burke y Walter Brandmüller, escribieron una carta abierta al Papa Francisco pidiendo el fin de "la plaga de la agenda homosexual" a la que atribuyeron en parte la crisis de abuso sexual que afecta a la Iglesia católica. Afirmaron que la agenda fue difundida por "redes organizadas" protegidas por una "conspiración de silencio".
Activistas cristianos ugandeses y estadounidenses, influenciados por la derecha religiosa estadounidense, tomaron prestada la retórica de la "agenda gay" para influir en la opinión pública y, finalmente, persuadir al parlamento de aprobar la Ley contra la homosexualidad de Uganda con penas de cadena perpetua por "el delito de homosexualidad". "(anteriormente llamado" proyecto de ley Kill the Gays").

#### Respuestas
La Alianza Gay y Lesbiana Contra la Difamación (GLAAD) describe el término como una "invención retórica de extremistas antigay que buscan crear un clima de miedo al presentar la búsqueda de los derechos civiles para las personas LGBT como siniestra". Tales campañas basadas en una presunta "agenda gay" han sido descritas como propaganda antigay por investigadores y críticos.
Un artículo satírico de Michael Swift que apareció en Gay Community News en febrero de 1987 titulado "Gay Revolutionary" describe un escenario en el que los hombres homosexuales dominan la sociedad estadounidense y suprimen todo lo heterosexual. Esto fue reimpreso en Congressional Record sin la línea de apertura: "Este ensayo es una locura, una locura, una fantasía trágica y cruel, una erupción de rabia interior, sobre cómo los oprimidos sueñan desesperadamente con ser el opresor".

### La homosexualidad como antinatural
Describir la homosexualidad como antinatural se remonta a los filósofos y sabios griegos Platón, Aristóteles y Tomás de Aquino. Sin embargo, no existe una definición única de "antinatural". Algunos sostienen que la homosexualidad es antinatural en el sentido de estar ausente en casi toda la naturaleza. Otros argumentan que los genitales fueron creados para la reproducción (ya sea por Dios o por selección natural) y no están destinados a ser utilizados para propósitos que consideran "antinaturales" o solo destinados al placer homosexual. Los defensores de esta idea a menudo argumentan que la homosexualidad es inmoral porque no es natural, pero los oponentes argumentan que este argumento es una combinación de lo que debe ser. Algunos defensores de la tesis de la "antinaturalidad" argumentan que el comportamiento homosexual es el resultado del "reclutamiento" o de la pecaminosidad deliberada. Sin embargo, si las causas de la orientación sexual (todavía un tema de debate científico) son biológicas o es una decisión completa, esto podría socavar su argumento hasta cierto punto.

#### Como una enfermedad
Ya en el siglo IV, el emperador cristiano Constantino I decretó la supresión de los rituales ofrecidos al río Nilo debido a que eran practicados por «hombres afeminados». El obispo Eusebio de Cesarea celebró entonces «que toda aquella ralea de hermafroditas fuera exterminada» para que «en ningún lugar pudieran verse seres tan patológicamente afectados de esa lascivia».
Algunos de los que calificaron la homosexualidad de antinatural, como el líder de la Coalición de Valores Tradicionales y activista de la derecha cristiana Louis Sheldon, dijeron que aun si se demostrara que se trata de un fenómeno de base biológica, seguiría siendo algo patológico. El gremio de la psiquiatría, a su vez, medicalizó en el pasado el deseo entre personas del mismo sexo. En los Estados Unidos, la homosexualidad fue eliminada en 1973 como trastorno mental del Manual Diagnóstico y Estadístico de los Trastornos Mentales (DSM), ya que no cumplía con los criterios para un trastorno mental. La Iglesia católica enseña oficialmente que las "tendencias homosexuales" son "objetivamente desordenadas". En 2016, el pensamiento anti-LGBT estaba aumentando en Indonesia bajo el hashtag de Twitter #TolakLGBT (#RejectLGBT) y afirma que LGBT es una enfermedad. En 2019, el arzobispo Marek Jędraszewski afirmó que una "plaga del arco iris" amenazaba a Polonia. En 2020, el ministro de educación de aquel país defendió a un funcionario que advirtió que el "virus LGBT" amenazaba las escuelas polacas y era más peligroso que la COVID-19.

### La homosexualidad como impía
"Adam y Steve" vuelve a dirigir aquí. Para la película de 2005, vea Adam & Steve.
La frase "Dios hizo a Adán y Eva, no a Adán y Steve" es un eslogan que se usa como abreviatura aludiendo a un argumento bíblico de que la homosexualidad es pecaminosa y antinatural. 
Un artículo de Christianity Today en diciembre de 1970 informó sobre las actitudes en San Francisco, citando un grafiti que decía: "Si Dios hubiera querido homosexuales, habría creado a Adam y Freddy". En 1977, en el condado de Dade, Anita Bryant hizo un comentario similar, solo que su versión era "Adam and Bruce". En 1979, Jerry Falwell había utilizado "Adam and Steve". En 1977, se usó en un cartel de protesta, como se menciona en un informe del servicio de noticias del New York Times sobre una manifestación del 19 de noviembre en Houston ese año. La frase se usó en "The Gay Bar", un episodio de Maude transmitido el 3 de diciembre de 1977. Dos años más tarde, Jerry Falwell dio a la frase una circulación más amplia en un informe de Christianity Today de una conferencia de prensa que tenía. dado. La frase más tarde adquirió una cierta notoriedad, y, cuando se utiliza para nombrar a un par de personajes en una obra de ficción, ayuda para identificarlos como miembros de una pareja homosexual (Paul Rudnick s' juegan La más fabulosa historia Ever Told, la película de 2005 Adam & Steve y otras obras). La frase fue utilizada por el Partido de la Unión Democrática MP David Simpson durante la campaña británica de 2013 en la Cámara de los Comunes ' debate sobre el matrimonio entre personas del mismo sexo, aunque un lapsus diciendo 'en el Jardín del Edén, fue Adán y Steve' Inicialmente provocó risas en la cámara. El candidato presidencial de Zimbabue, Nelson Chamisa, dijo en una entrevista que "[nosotros] debemos ser capaces de respetar lo que Dios ordenó y cómo fuimos creados como pueblo, hay un hombre y una mujer, hay Adán y Eva, no Adán y Steve ". La frase también fue reclamada por personas LGBT y utilizada en blogs, cómics y otros medios de comunicación burlándose del mensaje anti-gay.

### La homosexualidad como "estilo de vida"
Estrechamente relacionada con la idea de "reclutamiento homosexual" está la idea de un "estilo de vida homosexual" o "estilo de vida gay", que las personas LGBT eligen voluntariamente en lugar de tener una orientación sexual heterosexual. Los activistas de la derecha cristiana también pueden preocuparse de que el aumento de los derechos LGBT y las leyes "especiales" hagan que el "estilo de vida gay" sea más atractivo para los jóvenes, pues estos podrían ver que pertenecer a la comunidad LGBTT les daría una protección especial ante la ley, o podrían obtener atención más fácilmente. Sin embargo, las personas normalmente no sienten ningún sentido de control sobre su orientación o atracción sexual, y algunos científicos favorecen las explicaciones biológicas de la orientación sexual.

### Actos homosexuales como pecado
Muchos cristianos conservadores consideran que los actos homosexuales son inherentemente pecaminosos según pasajes de las Escrituras como Levítico 18:22 ("No te acostarás con un hombre como con una mujer; es una abominación"), Levítico 20:13 ("Si un hombre yace con un varón como con una mujer, ambos han cometido una abominación; serán condenados a muerte, su sangre será sobre ellos "), y 1 Corintios 6 : 9-10 (" ¿No sabéis que los malhechores no heredarán el reino de Dios? no se deje engañar! fornicarios, idólatras, adúlteros, afeminados, sodomitas, ladrones, los avaros, borrachos, maldicientes, ladrones, ninguno de éstos heredarán el reino de Dios. ") la historia de Sodoma y Gomorra, una ciudad que fue incendiada debido a los pecados de sus habitantes, a veces se presenta como una retribución divina por el comportamiento homosexual, esto fue comparado con los la aparición del Sida en el siglo XX, y la Pandemia de Covid en el siglo XXI.
Las congregaciones e individuos oponentes han utilizado varios lemas incendiarios y controvertidos, incluidos algunos enumerados en la siguiente sección, en particular Fred Phelps, fundador de la Iglesia Bautista de Westboro . Estos lemas han incluido "Dios odia a los maricones", "Teman a Dios, no a los maricones" y "Matthew Shepard se quema en el infierno".
La homosexualidad también se considera con frecuencia un pecado en el judaísmo y el islam. En algunos países del Medio Oriente, los actos de homosexualidad se castigan con la muerte. El pensamiento anti-LGBT y la homofobia política están creciendo en algunos países musulmanes.
Otros líderes religiosos, incluidos cristianos, musulmanes y judíos, han denunciado el pensamiento anti-LGBT.

### Teoría de los occidentales enfermos
A veces se afirma que la homosexualidad no existe en algunos países no occidentales o que es una influencia maligna importada de Occidente.
El primer ministro Mahathir Mohamad de Malasia empleó la retórica anti-gay como parte de su programa de "valores asiáticos", describiendo la homosexualidad como uno de varios males occidentales. Mohamad lo usó para obtener una ventaja política en el escándalo de 1998 que involucró el despido y encarcelamiento del diputado y ex vice primer ministro Anwar Ibrahim por Mohamad en medio de acusaciones de sodomía que el Sydney Morning Herald calificó como un "arreglo descaradamente político". Anwar fue posteriormente sometido a dos juicios y condenado a nueve años de prisión por corrupción y sodomía.
Mientras estaba en Nueva York para una reunión de las Naciones Unidas, el presidente iraní Mahmoud Ahmadinejad fue invitado a hablar en la Universidad de Columbia en Nueva York para dar una conferencia. Al responder a una pregunta de un estudiante después, dijo, hablando a través de un intérprete: "En Irán, no tenemos homosexuales como en su país". En su farsi nativo, usó el argot equivalente a maricón, no el término neutral para un "homosexual".
Otros países y regiones que ven la homosexualidad como una enfermedad o como algo muy costoso para la sociedad occidental incluyen Vietnam, China, Etiopía, África, los musulmanes australianos, e India.

### Confusión con abuso infantil

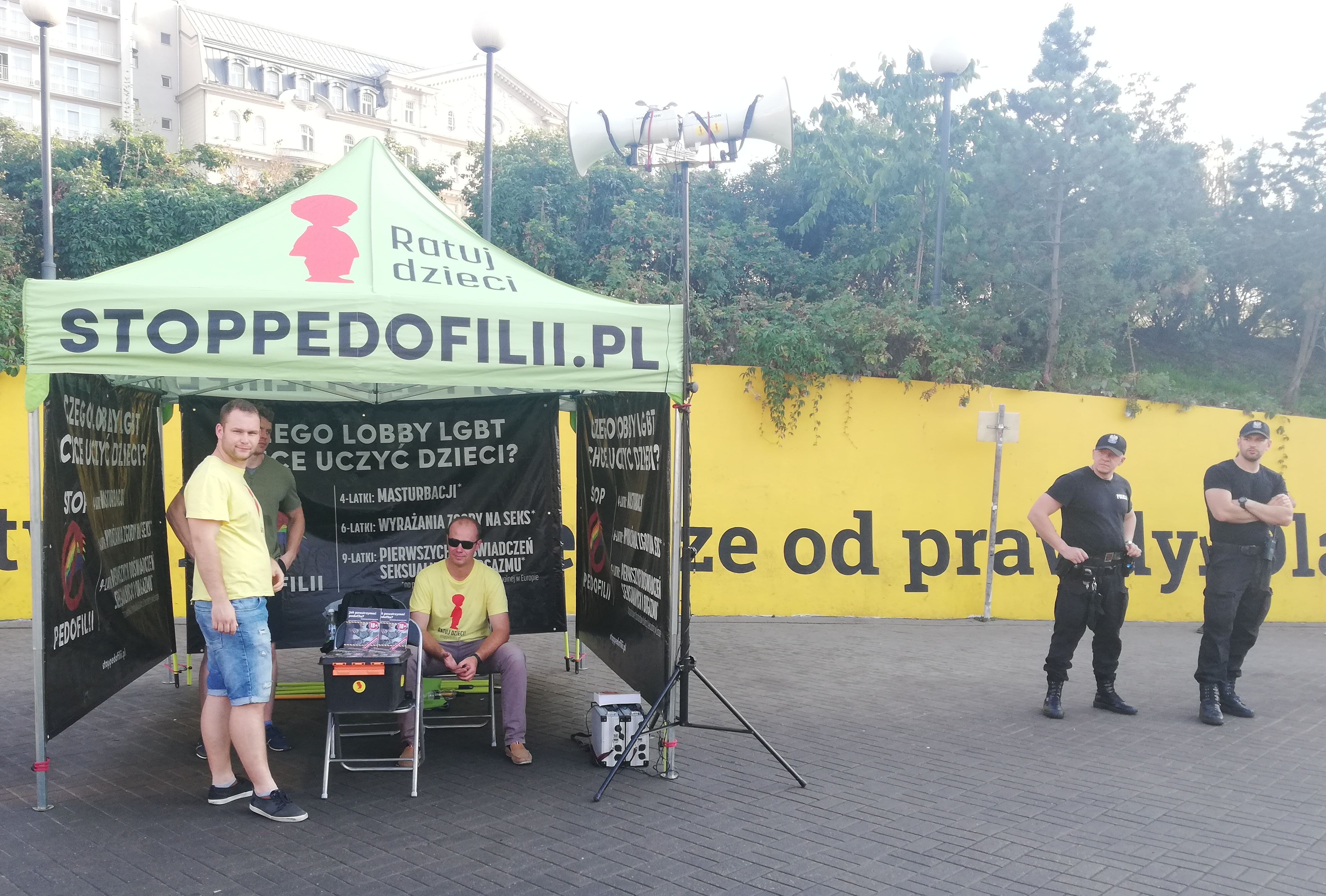
Grupo activista Anti-LGBT de extrema derecha haciendo propaganda relacionando al colectivo LGBT con la pedofilia en Polonia.

La afirmación de que los homosexuales abusan sexualmente de los niños es anterior a la era actual, ya que fue dirigida contra los pederastas incluso durante la antigüedad. Los legisladores y comentaristas sociales a veces han expresado su preocupación de que la normalización de la homosexualidad también conduciría a la normalización de la pedofilia, si se determinara que la pedofilia también es una orientación sexual, para ello se ha comentado que si el interés sexual por el mismo sexo u homosexualidad es algo con lo que se nace y los homosexuales no pueden cambiarlo, de la misma manera se podría afirmar que el interés sexual por menores es algo que tampoco podrían cambiar los pedófilos y por ello se les debe normalizar. Una afirmación relacionada es que la adopción LGBT se realiza con el propósito de preparar a los niños para la explotación sexual. Otros han afirmado especulativamente que el "+" en "LGBT+" se refiere a "pedófilos, zoófilos, necrófilos". En 2020, los teóricos de la conspiración en línea alegaron que LGBT está agregando una P para "pedosexual" y que los pedófilos han creado las identidades LGBT de "clovergender" y "agefluid". Todas estas afirmaciones han sido calificadas de malintencionadas por verificadores de hechos, muchos de estos argumentos ganaron relevancia en 2019 cuando el actor ganador de 2 oscares Kevin Spacey fue acusado de violación de menores, y al poco tiempo el actor se declaró Gay y pidió disculpas.
La investigación empírica muestra que no hay evidencias claras de que la orientación sexual afecta la probabilidad de que las personas abusen de los niños.

### Reclutamiento
El argumento de "reclutamiento de homosexuales" es un elemento utilizado por los conservadores sociales que alegan que las personas LGBT realizan esfuerzos concertados para adoctrinar a los niños en la homosexualidad. En los Estados Unidos, esto se remonta a principios de la era de la posguerra. Se encontraron defensores especialmente entre la Nueva Derecha, como lo personifica Anita Bryant . En su campaña Save Our Children, promovió una visión de los homosexuales que reclutan jóvenes. Un lema común es "Los homosexuales no pueden reproducirse, por lo que deben reclutar" o sus variantes. Los partidarios de las acusaciones de reclutamiento señalan la educación sexual "desviada" y "lasciva" como prueba. Expresan preocupación porque los esfuerzos contra el acoso escolar enseñan que "la homosexualidad es normal y que los estudiantes no deben acosar a sus compañeros de clase porque son homosexuales", sugiriendo el reclutamiento como la principal motivación. Los partidarios de este argumento citan la incapacidad de las parejas del mismo sexo para reproducirse como una motivación para el reclutamiento.
Los sociólogos y psicólogos describen tales afirmaciones como un mito anti-gay, y una fijación de monstruo como el Coco, o el hombre del saco que induce al miedo. Muchos críticos creen que el término promueve el mito de los homosexuales como pedófilos.
En 1977, Anita Bryant hizo campaña con éxito para derogar una ordenanza en el condado de Miami-Dade que prohibía la discriminación por motivos de orientación sexual. Su campaña se basó en acusaciones de reclutamiento de homosexuales. Al escribir sobre los esfuerzos de Bryant para derogar una ley contra la discriminación de Florida en el Journal of Social History, Michel Boucai escribió que "la organización de Bryant, Save Our Children, enmarcó la ley como un respaldo a la inmoralidad y una licencia para 'reclutamiento'.
La Medida de Elección 9 propuesta por Oregón en 1992 contenía un lenguaje que habría agregado pensamiento anti-LGBT a la Constitución estatal. La escritora estadounidense Judith Reisman justificó su apoyo a la medida, citando "una vía clara para el reclutamiento de niños" por parte de gais y lesbianas.
Un pequeño periódico de la capital de Uganda atrajo la atención internacional en 2010 cuando destacó a 100 personas homosexuales junto a una pancarta que decía "Cuélguelos", y afirmó que los homosexuales tenían como objetivo "reclutar" a niños ugandeses y que las escuelas "habían sido penetradas por activistas homosexuales". para reclutar niños ". Según activistas por los derechos de los homosexuales, muchos ugandeses fueron atacados posteriormente como resultado de su orientación sexual real o percibida. El activista de las minorías David Kato, quien fue descubierto en el artículo y co-demandante en la demanda contra el periódico, fue posteriormente asesinado en su casa por un intruso y se produjo una protesta internacional.
En 1998, The Onion parodió la idea de "reclutamiento de homosexuales" en un artículo titulado "La campaña de reclutamiento de homosexuales del 98 se acerca a la meta", diciendo: "Portavoces del Grupo de Trabajo Nacional de Reclutamiento de Gays y Lesbianas anunciaron el lunes que más de 288,000 heterosexuales se han convertido a la homosexualidad desde el 1 de enero de 1998, poniendo al grupo bien encaminado para alcanzar su meta de 350.000 conversiones para fin de año". Según Mimi Marinucci, la mayoría de los adultos estadounidenses que apoyan los derechos de los homosexuales reconocerían la historia como una sátira debido a detalles poco realistas. La Iglesia Bautista de Westboro transmitió la historia como un hecho, y la citó como evidencia de una conspiración gay.

### Conspiración LGBT

#### Homintern
En 1937, el erudito inglés de clásicos gay Sir Maurice Bowra se refirió a sí mismo como parte del "Homintern". Sin embargo, existen afirmaciones contradictorias sobre quién acuñó el término, incluidas Jocelyn Brooke, Harold Norse y WH Auden . Un despegue de la Comintern (Internacional Comunista), estaba destinado a transmitir la idea de una comunidad homosexual global.
Auden usó el término en la Partisan Review en 1950, titulando su reseña de un libro sobre Oscar Wilde: "Un Playboy del mundo occidental: San Oscar, el mártir de Homintern".
"Homintern" también fue utilizado por el senador estadounidense Joe McCarthy durante el susto macartista en la década de 1950, quien lo usó para afirmar que las administraciones de Franklin D. Roosevelt y Harry S. Truman estaban decididas a destruir Estados Unidos desde adentro. Se buscó vincular el comunismo y la homosexualidad, con "homintern", un juego de palabras "Comintern" (el nombre corto de la Internacional Comunista). Pero la palabra también fue utilizada irónicamente por quienes estaban a favor de los derechos de los homosexuales.
Homintern también apareció en varios artículos de revistas de circulación masiva durante la década de 1960, como Ramparts, que en 1966 publicó un artículo de Gene Marine sobre Homintern. También se utilizó con frecuencia en la revista conservadora National Review . William F.Buckley, Jr.advertiría sobre las maquinaciones del Homintern en su programa de televisión Firing Line, alimentando la creencia conservadora de que Homintern manipuló deliberadamente la cultura para fomentar la homosexualidad mediante la promoción de programas de campo como la popular serie de televisión Batman de los años 60 . Estos artículos de revistas a menudo se ilustraban con el color lavanda y el Homintern a veces se llamaba "la conspiración lavanda". Posteriormente se afirmó que había una red mundial secreta de propietarios de galerías de arte, directores de ballet, productores de películas, ejecutivos de sellos discográficos y fotógrafos que, entre bastidores, determinaban quiénes se convertirían en artistas, bailarines, actores y modelos de éxito.
El historiador Michael S. Sherry ha utilizado el término discurso hominterm "para el conjunto desordenado de ideas y acusaciones sobre la presencia creativa gay".

#### Gaystapo
El término "Gaystapo" (francés: Gestapette) fue acuñado en Francia en la década de 1940 por el satírico político Jean Galtier-Boissière para el ministro de educación de Vichy, Abel Bonnard. Posteriormente, el líder del Frente Nacional, Jean-Marie Le Pen, lo aplicó a Florian Philippot, a quien acusó de ser una mala influencia para Marine Le Pen.

#### Mafia homosexual y gay
El crítico inglés Kenneth Tynan escribió a AC Spectorsky (editor de Playboy) en 1967 proponiendo un artículo sobre la "mafia homosexual" en las artes. Spectorsky declinó, aunque afirmó que "los sabuesos de la cultura estaban rindiendo homenaje al faggotismo como nunca antes lo habían hecho". Posteriormente, Playboy organizaría un panel sobre temas de homosexuales en abril de 1971.
La "mafia gay" se hizo más utilizada en los medios de comunicación estadounidenses en las décadas de 1980 y 1990, como el diario estadounidense The New York Post . El término también fue utilizado por el tabloide británico The Sun en 1998 en respuesta a lo que afirmaba era el siniestro dominio de los hombres homosexuales en el gabinete del Partido Laborista.

#### Mafia lavanda
Si bien el término Mafia Lavanda o "Lavender Mafia" se ha utilizado ocasionalmente para referirse a redes informales de ejecutivos homosexuales en la industria del entretenimiento de Estados Unidos, de manera más general se refiere a la política de la Iglesia. Por ejemplo, una facción dentro del liderazgo y el clero de la Iglesia católica que supuestamente aboga por la aceptación de la homosexualidad dentro de la Iglesia y sus enseñanzas.

#### Testigos de Jehová
Las publicaciones y propaganda de los Testigos de Jehová en los últimos años han incluido una fuerte retórica anti-LGBT como parte de sus mecanismos de disciplina congregacional. En mayo de 2016, una propaganda de los Testigos de Jehová dirigida al público infantil difundida tanto en su web como en sus plataformas presenciales de difusión, causó controversia y repudio en diversos países al señalar que "los matrimonios homoparentales no son dignas de entrar al paraíso". Otras publicaciones como el libro Lo que los jóvenes preguntan, respuestas prácticas de 1989, y ¡Disfrute de la vida para siempre! Curso interactivo de la Biblia de 2021, incluyen puntos de vista que justifican conductas de violencia y odio contra la población LGBTIQ+ como las terapias de conversión, y la oposición a la educación sexual integral, entre otras conductas.  

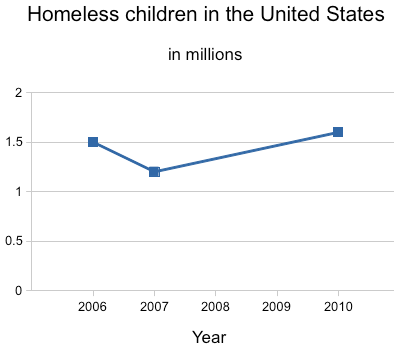
Estadísticas estimadas en Estados Unidos sobre niños, niñas y adolescentes en situación de calle entre fines de la década de los 2000 e inicios de la década de 2010. Las cifras han mantenido un sostenido aumento según las estadísticas de los años 2011, 2012, y 2013, así como en años posteriores, una tasa tres veces mayor a las registradas en ese país en 1983.Las causas de este aumento incluyen las secuelas de culturas autoritarias y con fuerte retórica anti-LGBT como las existentes al interior de las familias vinculadas a los testigos de Jehová.

Los testigos de Jehová han defendido y justificado sus prácticas de expulsión a adolescentes y jóvenes LGBTIQ+ señalando —a modo de gaslightning— que la "muerte social" es "un acto de amor y de generosidad".  De acuerdo a su dogma sobre la materia, adolescentes y jóvenes LGBTIQ+ deben ser expulsados inmediatamente en caso de "no controlar sus impulsos y resistir las tentaciones". Desde las ciencias sociales se ha estudiado el grave impacto social y las externalidades negativas derivadas de estos mecanismos de disciplina congregacional. De acuerdo a estadísticas sobre las personas en situación de exclusión social, extrema pobreza y sinhogarismo en Estados Unidos, un porcentaje importante de personas jóvenes en esta situación corresponde a jóvenes y adolescentes LGBTIQ+ que crecieron en familias de comunidades vinculadas a los Testigos de Jehová que fueron expulsados de sus hogares como consecuencia de las prácticas de disciplina congregacional de su organización. Similar situación ocurre en jóvenes y adolescentes LGBTIQ+ que crecieron en familias vinculadas a otras iglesias o movimientos religiosos con una fuerte cultura sectaria. Un estudio de 2010 sobre la materia señala que los jóvenes LGBTIQ+ sin hogar han crecido en culturas homofóbicas y culturas autoritarias y autárquicas como las de las comunidades de testigos de Jehová, tienen 8.4 veces más probabilidades de intentar suicidarse si son expulsados y excluidos por su familia y su entorno cercano. En 2006 un estudio señaló que el 62 por ciento de los jóvenes LGBTIQ+ en situación de calle habían intentado suicidarse en Estados Unidos.  Otros estudios ratifican lo anterior al señalar que los jóvenes LGBTIQ+ en situación de calle que crecieron en familias con culturas autoritarias como las comunidades vinculadas a los Testigos de Jehová y que fueron expulsados de sus hogares como consecuencia de procedimientos de disciplina congregacional tienen alta prevalencia de depresión clínica y otros problemas de salud mental, así como una mayor probabilidad de ser víctimas de delitos, entre ellos, la trata y tráfico de personas y el narcotráfico. 
De acuerdo con juristas especializados en la materia, así como disidentes y exmiembros de los testigos de Jehová, otras vulneraciones a personas LGBTIQ+ cometidas por parte de miembros de la congregación incluyen prácticas delictivas como las violaciones correctivas, entre otros delitos de acoso y abuso de poder, muchas veces en la impunidad. 

### Influencia política ilegítima
Los opositores de los derechos LGBT en Europa suelen utilizar el término "lobby homo" o "lobby gay". Por ejemplo, el movimiento de resistencia nórdica del partido neonazi sueco lleva a cabo una campaña de "aplastar al grupo de presión homo". Según el periódico alemán Der Tagesspiegel, defender los derechos LGBT podría llamarse con precisión cabildeo, pero el término Schwulen-Lobby ('lobby gay') es insultante porque se usa para sugerir una poderosa conspiración que en realidad no se ha probado que existe.

#### Iglesia católica
En 2013, el Papa Francisco habló sobre un "lobby gay" dentro del Vaticano y prometió ver qué se podía hacer. En julio de 2013, Francisco hizo una distinción entre el problema del cabildeo y la orientación sexual de las personas: "Si una persona es gay y busca a Dios y tiene buena voluntad, ¿quién soy yo para juzgar?" "El problema", dijo, "es no tener esta orientación. Debemos ser hermanos. El problema es el cabildeo por esta orientación, o lobbies de gente codiciosa, lobbies políticos, lobbies masónicos, tantos lobbies. Este es el peor problema."

#### LGBT como ideología
En 2013, Alex Aradanas publicó algunos artículos en el sitio web de derecha American Thinker en los que se analizaba la "ideología LGBT", por ejemplo, "afirmar que la ideología LGBT es apoyar el abuso de niños". El filósofo católico italiano Roberto Marchesini también usó la frase en un artículo de 2015, equiparándola con el concepto anterior de "ideología de género". En su artículo no define ni "ideología LGBT" ni "ideología de género". En 2017, varios políticos islámicos conservadores en Malasia e Indonesia atacaron la "ideología LGBT".
Durante un sermón el 1 de agosto de 2019, el arzobispo Marek Jędraszewski llamó a la "ideología LGBT" una "plaga del arco iris" y la comparó con la "plaga roja" del comunismo. A continuación, el cardenal checo Dominik Duka también comentó sobre la "ideología LGBT". Sin embargo, debido a que la sociedad checa es laica y la Iglesia católica tiene poca influencia en la política checa, sus comentarios tuvieron poco impacto. En septiembre de 2019, Stanley Bill, profesor de la Universidad de Cambridge que estudia Polonia, declaró: "El alarmismo sobre la 'ideología LGBT' casi se ha convertido en una política oficial en Polonia con insinuaciones a menudo desagradables de miembros del gobierno y los medios públicos que ahora son la norma".
En junio de 2020, el presidente polaco, Andrzej Duda, llamó la atención internacional cuando llamó a LGBT una "ideología" y una forma de "neobolchevismo". El parlamentario del partido del acuerdo, Jacek Żalek, declaró en una entrevista que la comunidad LGBT "no son personas" y "es una ideología", lo que llevó a la periodista Katarzyna Kolenda-Zaleska a pedirle que abandonara el estudio; la disputa causó controversia. Al día siguiente, Duda dijo en un mitin en Silesia: "Están tratando de convencernos de que [LGBT] es gente, pero es sólo una ideología". Prometió "prohibir la propagación de la ideología LGBT en las instituciones públicas", incluidas las escuelas, similar a la ley rusa contra la propaganda homosexual. El mismo día, el diputado del PiS, Przemysław Czarnek, dijo en un programa de entrevistas de TVP Info, con respecto a una foto de una persona desnuda en un bar gay: "Defendemos contra la ideología LGBT y dejemos de escuchar esas idioteces sobre los derechos humanos o la igualdad. Estas personas no son iguales a las personas normales e incluso se creen mejores".
En julio de 2020, la Unión Europea anunció que no proporcionará fondos a seis ciudades polacas que se han declarado 'zonas libres de LGBT', después de que casi 100 gobiernos locales, un tercio del territorio de Polonia, se declararan "libres de la ideología LGBT". El 1 de agosto de 2020, aniversario del Levantamiento de Varsovia, el ultranacionalista Robert Winnicki comparó la ideología LGBT con la comunista y la nazi. Dijo: "Cada plaga pasa en algún momento. La plaga alemana pasó, que consumió Polonia durante seis años, la plaga roja pasó, la plaga del arco iris también va a pasar". En agosto de 2020, el ministro de Justicia, Zbigniew Ziobro, anunció un nuevo programa para "contrarrestar los delitos relacionados con la violación de la libertad de conciencia cometidos bajo la influencia de la ideología LGBT". De un fondo gubernamental destinado a ayudar a las víctimas de delitos, se otorgaron 613.698 PLN a una fundación para combatir los presuntos delitos de "ideología LGBT". El proyecto, entre otras cosas, explora una supuesta conexión entre la ideología LGBT y la Escuela de Frankfurt. En la manifestación "Alto a la agresión LGBT" del 16 de agosto de ese año, Krzysztof Bosak dijo que incluso personas irreligiosas se encuentran entre los opositores de la "ideología LGBT" porque es "contraria al sentido común y al pensamiento racional". También dijo que la comunidad LGBT es "una forma malvada e inferior de vida social".

#### Crítica
De acuerdo a Cracovia message, un periódico polaco, El "LGBT no es una ideología... La frase 'LGBT ideología' tiene tanto sentido como 'ideología pelirroja' o 'ideología zurda.'" Si bien el apoyo de muchas personas LGBT y sus aliados mejoraron los derechos especiales LGBT, tienen diferentes puntos de vista políticos. Según Notes from Poland, "los ataques a la 'ideología LGBT', que a veces se basan en afirmaciones exageradas, distorsionadas o inventadas, resultan en la marginación y demonización de esas personas". El candidato presidencial de centro-derecha Szymon Hołownia, que es un católico practicante, declaró que "no existe la ideología LGBT, hay personas [LGBT]". Dijo que la pensamiento anti-LGBT de los políticos podría llevar a las personas vulnerables al suicidio. En protesta por los comentarios hechos por el presidente y Żalek, las personas LGBT han realizado piquetes en varios pueblos y ciudades de Polonia, oponiéndose a la idea de que LGBT es una ideología. Los activistas también crearon una película, "Ludzie, nie ideologia" (Gente, no ideología) que muestra a las familias de las personas LGBT.
Un artículo en OKO.press comparó la campaña anti-LGBT con la campaña "antisionista" de 1968: durante la campaña antisionista, la gente dijo que estaban apuntando al sionismo como una ideología, pero terminaron apuntando a los judíos como personas. Muchos judíos fueron expulsados del país en 1968, y las personas LGBT están emigrando de Polonia en 2020. Según el historiador polaco Adam Leszczyński, la "ideología LGBT" es: Una bolsa en la que la derecha arroja cambios sociales que no le convienen (por ejemplo, llama a la igualdad de derechos para las parejas del mismo sexo, que se ha implementado en muchos países, desde Estados Unidos hasta Sudáfrica ). En el lenguaje de la propaganda de derecha ... la "ideología LGBT" sirve para deshumanizar a las minorías y crear un enemigo, y así generar apoyo político para la derecha, que se presenta a sí misma como la única defensora de la familia, la religión y el orden social tradicionales. La "ideología" también se ajusta a la percepción de la derecha del mundo en términos de conspiración: la ideología se "promueve", alguien la difunde, alguien está "detrás" (por ejemplo, George Soros, un financiero judío-estadounidense que apoya, entre otros) otros, organizaciones LGBT).

#### Conflicto con la identidad o soberanía nacional
En 1969, la junta griega abandonó el Consejo de Europa tras ser declarada en violación de la Convención Europea de Derechos Humanos, juzgando que la Comisión Europea de Derechos Humanos era "una conspiración de homosexuales y comunistas contra los valores helénicos".
Este discurso, promovido por los gobiernos de Hungría y Polonia, alega que los movimientos de derechos LGBT están controlados por fuerzas extranjeras (como la Unión Europea) y son una amenaza para la independencia nacional y la civilización occidental. Las protestas contra el gobierno en Rusia y el Euromaidan también han sido retratadas por el gobierno ruso como el trabajo de una conspiración LGBT. Además, aunque Rusia se considera un país europeo, sus valores son completamente diferentes a los que se ven comúnmente dentro de la Unión Europea. Más específicamente, Rusia solía protestar contra los valores europeos comunes en apoyo de los derechos LGBT, sin embargo, en lugar de quejarse de estos valores, Rusia ahora ha optado por expresar abiertamente sus propios valores, que la Unión Europea dice que están totalmente en contra de cualquier apoyo a los derechos LGBT.

### Deshumanización
La deshumanización es una característica frecuente de la retórica anti-LGBT, que puede tomar la forma de comparar a las personas LGBT con animales o equiparar las relaciones homosexuales con la bestialidad.

### Llamamientos a la violencia
El pensamiento anti-LGBT a veces también incluye llamados a la violencia contra las personas LGBT y sugerencias de que deberían ser asesinadas o morir, como en los Estados Unidos, Chipre, Irán, Rusia, Malaui, o Uganda.
En Serbia, los miembros de Obraz corearon "Muerte a los maricones" (en serbio : Смрт педерима ) y colocaron carteles que decían "te estamos esperando" (en serbio : чекамо вас ) junto a la imagen de un bate de béisbol. En 2012, la organización fue prohibida por el Tribunal Constitucional de Serbia debido al extremismo.

## Temas anti-transgénero

### Engaño y mascarada

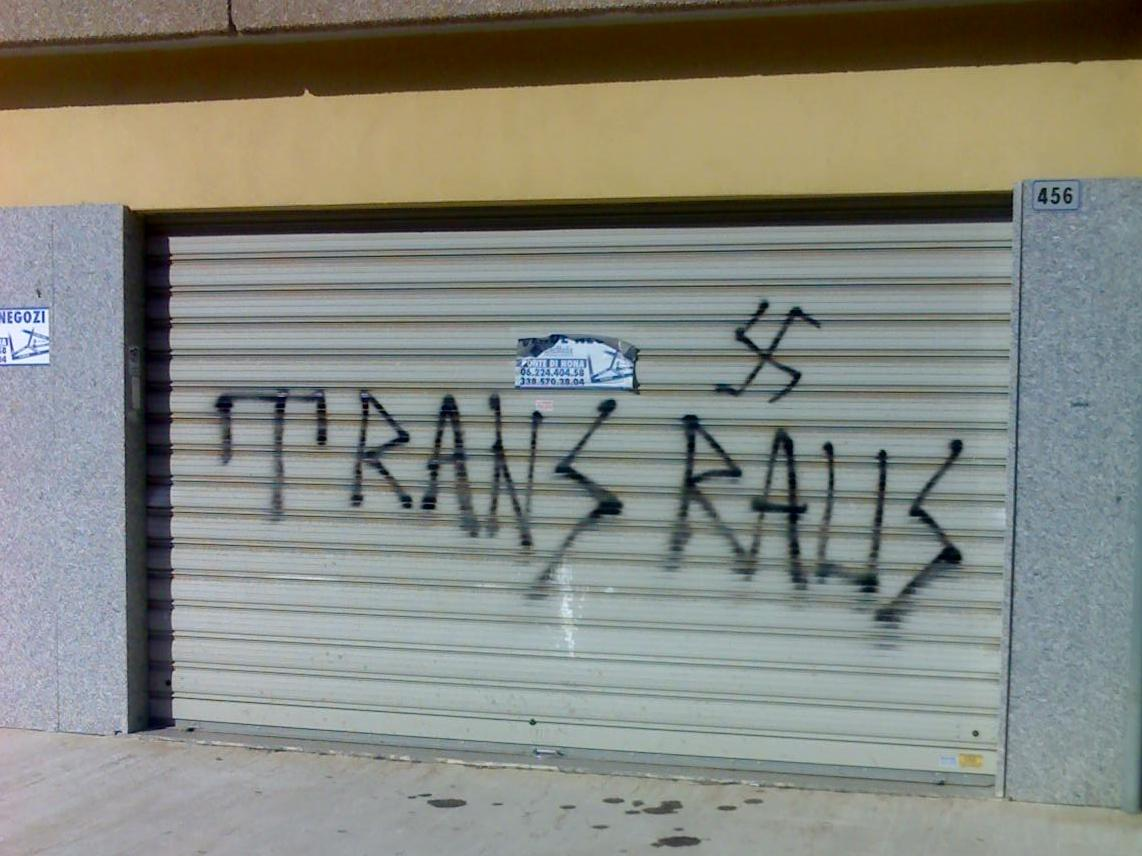
Rayado callejero neonazi transfóbico en Roma

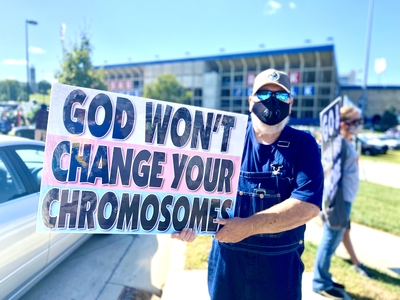
Cartel transfóbico en Estados Unidos.

Se percibe que algunos términos que a menudo se consideran anti-trans, como transexual, trap y ladyboy, promueven la creencia de que las mujeres trans son hombres disfrazados de mujeres. El concepto de una persona cuya identidad de género difiere de su sexo de nacimiento asignado a menudo se ha torcido en bromas sobre lo repulsivo que debe ser esa persona.

### En el feminismo
Muchas posiciones dentro del feminismo se han posicionado en contra de lo transgénero pues argumenta que desvaloriza la lucha de las mujeres a lo largo del tiempo, siendo habitual la descripción de que ahora cualquier hombre en los minutos que se declara mujer, inmediatamente accede a los derechos por los que las mujeres han luchado y muerto por siglos, la teoría feminista han utilizado la retórica negacionista vista como transfóbica. Aquellas que ocupan estas posiciones se conocen como feministas radicales transexclusivas o "TERF" para abreviar. Este término fue acuñado por la bloguera feminista Viv Smythe en 2008 como un descriptor de valor neutral para las feministas que se involucran en el negacionismo.
En 1979, la feminista radical estadounidense Janice Raymond publicó The Transsexual Empire: The Making of the She-Male . En él escribió que "Todos los transexuales violan los cuerpos de las mujeres reduciendo la forma femenina real a un artefacto, apropiándose de este cuerpo para sí mismos". Una posición común en el feminismo radical sostiene que las mujeres trans no son mujeres en un sentido literal y no deberían estar en espacios exclusivos para mujeres, además de poder acceder inmediatamente y fácilmente a todo por lo que las mujeres han luchado.
Algunas feministas de la segunda ola perciben a los hombres y mujeres trans, respectivamente, como "traidores" e "infiltrados" a la feminidad. En un artículo de 1997, la feminista lesbiana británica Sheila Jeffreys escribió que "el transexualismo debe ser visto como una violación de los derechos humanos de las mujeres". Jeffreys también argumentó que al hacer la transición médica y social, las mujeres trans están "construyendo una fantasía conservadora de lo que deberían ser las mujeres. Están inventando una esencia de feminidad que es profundamente insultante y restrictiva". A finales de la década de 2010, esta retórica se convirtió en la afirmación de que las mujeres transgénero se imponen a las lesbianas cisgénero mediante el uso de acusaciones de transfobia como un viaje de culpa.

## Efectos
Según un estudio, "los epítetos homofóbicos fomentan la deshumanización y la evitación de las personas homosexuales, de una manera que otros insultos o etiquetas no lo hacen". Otro estudio encontró que la homofobia "tiene como resultado efectos sustanciales en la salud y el bienestar".